# 天北镇
天北镇，是中华人民共和国吉林省吉林市蛟河市下辖的一个乡镇级行政单位。

## 行政区划
天北镇下辖以下地区：
天北社区、劳动村、永进村、土顶子村、兴隆川村、高台沟村、光荣村、光鲜村、三顶子村、马鹿沟村、白石村、富岗村、岭东村、长岭子村、三道沟村、四道沟村、横道河子村、高家村、曙光村、新丰村、庆丰村、于家村、牛心顶子村和桦皮甸村。